# Munkbosjön
Munkbosjön, även kallad Munken, är en sjö i Hedemora kommun i Dalarna och ingår i Dalälvens huvudavrinningsområde. Sjön är 14,7 meter djup, har en yta på 0,0696 kvadratkilometer och befinner sig 104,1 meter över havet. Vid sjön finns en kommunal badplats.

## Delavrinningsområde
Munkbosjön ingår i det delavrinningsområde (668434-150737) som SMHI kallar för Utloppet av Brunnsjön. Medelhöjden är 120 meter över havet och ytan är 13,14 kvadratkilometer. Räknas de 7 avrinningsområdena uppströms in blir den ackumulerade arean 75,32 kvadratkilometer. Broån som avvattnar avrinningsområdet har biflödesordning 2, vilket innebär att vattnet flödar genom totalt 2 vattendrag innan det når havet efter 148 kilometer. Avrinningsområdet består mestadels av skog (32 procent) och jordbruk (30 procent). Avrinningsområdet har 1,4 kvadratkilometer vattenytor vilket ger det en sjöprocent på 10,6 procent. Bebyggelsen i området täcker en yta av 2,43 kvadratkilometer eller 18 procent av avrinningsområdet.